# Promile

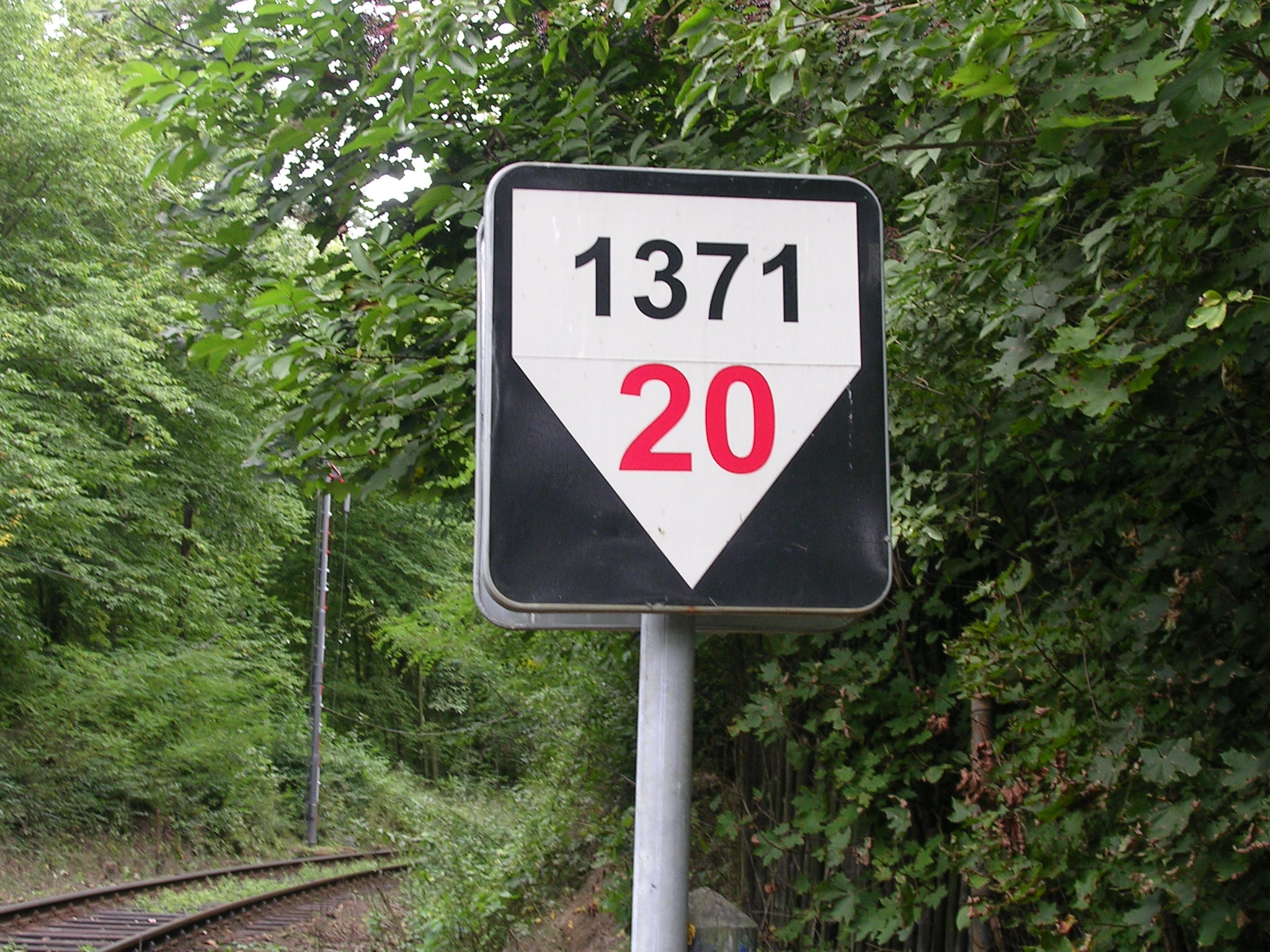
Úsek železniční trati o délce 1371 metrů s klesáním 20 ‰. Během metrového úseku (1000 mm) klesne trať o 20 milimetrů.

Promile (‰) je jedna desetina procenta, tzn. jiný název pro jednu tisícinu (celku). Název promile pochází z latinského pro mille = na tisíc. Promile se používají o něco méně často než procenta; pravidla jejich používání a označování jsou obdobná jako u procent.
Promile se označují symbolem ‰, což je symbol procenta (%) s dalším kroužkem na konci. Podle mnemotechnické pomůcky tři stylizované nuly v symbolu promile označují tři nuly v číslici 1000. Historicky však „nuly“ v označení procenta pocházejí z písmen zjednodušeně psaného termínu „pro cento“.

## Příklady použití
- 2 ‰ alkoholu v krvi – v každém kilogramu krve daného člověka jsou rozpuštěny dva gramy (dvě tisíciny kilogramu) alkoholu.
- 7 ‰ novorozenců… – na každých tisíc novorozenců připadá sedm takových, že…
- stoupání trati 20 ‰ – na každém kilometru horizontálně překonané vzdálenosti trať nastoupá dvacet výškových metrů (dvacet tisícin kilometru).